# Einar Brataas
Einar Brataas, född 17 maj 1931 i Sandnes, är en norsk-svensk arkitekt.
Brataas, som är son till disponent Ole Brataas och Karen Strand, avlade studentexamen i Trondheim 1950 och arkitektexamen vid Norges tekniske høgskole 1956. Han blev arkitekt vid Lantmännens Byggnadsförening på Frösön 1957, i Östersunds stad 1958, vid Bertil Hööks arkitektbyrå i Luleå 1959, vid Norrbottenskommunernas arkitekt- och byggnadskontor (NAB Konsult) från 1963 samt var stadsarkitekt i Pajala landskommun från 1963 och i Tärendö landskommun från 1964.